# سیکلوهگزیل‌تیوفتالیمید
سیکلوهگزیل‌تیوفتالیمید (به انگلیسی: Cyclohexylthiophthalimide) با فرمول شیمیایی C۱۴H۱۵O۲NS یک ترکیب شیمیایی با شناسه پاب‌کم ۲۸۷۷۷ است. شکل ظاهری این ترکیب، جامد بی‌رنگ است.